# Brandon Cronenberg
Brandon Cronenberg (10 de enero de 1980) es un director y guionista canadiense. Es hijo del director David Cronenberg.

## Biografía
Cronenberg estudió cine en la Universidad de Ryerson en Toronto, Canadá. Al principio se consideró a sí mismo como un "nerd de los libros" al crecer, que estaba interesado en convertirse en escritor, pintor o músico. Se dio cuenta de que la película contenía todos esos elementos y asistió a la escuela de cine. 
Su primer largometraje Antiviral debutó en el Festival de Cannes 2012 en la sección Un Certain Regard. Cronenberg reeditó la película después del festival para hacerla más ajustada, recortando casi seis minutos de la película. La película revisada se mostró por primera vez en el Festival Internacional de Cine de Toronto de 2012. Su segunda película, Possessor protagonizada por Christopher Abbott, Andrea Riseborough, Jennifer Jason Leigh, Tuppence Middleton  y Sean Bean ha resultado ganadora del Festival de Cine de Sitges. En el 2023 estrenó Infinity Pool. También ha dirigido videos musicales para la banda Animalia.

## Filmografía

### Largometrajes
- 2012: Antiviral
- 2020: Possessor
- 2023: Infinity Pool

### Cortometrajes
- 2008: Broken Tulips
- 2010: The Camera and Christopher Merk
- 2019: Please Speak Continuously and Describe Your Experiences as They Come to You